# Dusa
Dusa (łac. Diocesis Dusensis) – stolica historycznej diecezji we Cesarstwie rzymskim w prowincji Numidia zlikwidowana w VII w. podczas ekspansji islamskiej, współcześnie w północnej Algierii. Obecnie katolickie biskupstwo tytularne. 

## Biskupi tytularni
| Lp. | Biskup                   | Funkcja                                       | Od                | Do               |
| --- | ------------------------ | --------------------------------------------- | ----------------- | ---------------- |
| 1   | Andrien-Joseph Larribeau | wikariusz apostolski Seulu (Korea Południowa) | 23 grudnia 1926   | 10 marca 1962    |
| 2   | Manuel Romero Arvizu     | prałat Nayar (Meksyk)                         | 24 maja 1962      | 15 lutego 1978   |
| 3   | Norbert Calmels          | pronuncjusz apostolski                        | 22 marca 1978     | 24 marca 1985    |
| 4   | Roger Louis Kaffer       | biskup pomocniczy Joliet w Illinois (USA)     | 25 kwietnia 1985  | 28 maja 2009     |
| 5   | Giovanni D’Ercole        | biskup pomocniczy L’Aquili (Włochy)           | 14 listopada 2009 | 12 kwietnia 2014 |
| 6   | Franco Agnesi            | biskup pomocniczy Mediolanu (Włochy)          | 24 maja 2014      |                  |